# Farinha de Bragança
A farinha de Bragança é uma variedade de farinha d’água produzida artesanalmente com moagem da mandioca (Manihot esculenta), considerada referência gastronômica no estado do Pará (região norte do Brasil), sendo um dos principais alimentos da população paraense. É produzida na região nordeste do Pará, na cidade brasileira de Bragança (conhecida como Pérola do Caeté), procedência que está atrelada ao seu nome. 
Apesar de a farinha ser produzida no nordeste paraense e ser conhecida como farinha de Bragança, outras cidades da região bragantina também produzem o alimento, tais como Tracuateua, Augusto Corrêa, Santa luzia do Pará e Viseu.
O Instituto Nacional da Propriedade Rural (ou Instituto de Propriedade Industrial) no Brasil concedeu à farinha o selo de Indicação Geográfica/Indicação de Procedência, ganhando assim reconhecimento e segurança comercial.

## Origem
Recebeu o nome de "farinha de Bragança" pela cidade de procedência, que é conhecica como a maior referência quando se trata de sua produção. O conhecimento para sua fabricação foi deixado como herança pelos povos indígenas que viviam neste território antes da formação da cidade. Assim, a farinha de Bragança é importante em seus aspectos cultural e social (como saber deixado por herança indígena), e também como fonte econômica regional.
O alimento derivado da mandioca ou manihot esculenta (batata da planta conhecida como maniva no nordeste do Pará). A produção da farinha envolvem também saberes relacionados à terra, incluindo o preparo, o plantio e a colheita. O ciclo entre plantio e colheita varia de um ano a um ano e meio.
Os municípios da região bragantina produzem aproximadamente 32 mil toneladas do alimento ao ano, por cerca de dez mil produtores distribuidos em 13 mil casas de farinha.
O Ministério do Turismo brasileiro incluiu o tema mandioca e a feitura da farinha d'água como uma das atrações do Festival Junino de Bragança, este  que ocorre desde 1988.

## Bragança
Bragança é um município brasileiro do estado do Pará, localizado na latitude 01° 03' 13" sul e longitude 46° 45' 56" oeste, com população estimada em 2022 de 123 082 habitantes (IBGE). O contato dos europeus com a região do rio Caeté (do tupi caa+y+eté: "mato bom") remontam ao ano de 1613, período que era habitada pelos Tupinambás, provavelmente ocorrido em 08 de julho deste ano, após a fundação do Maranhão, os franceses da viagem marítima de Daniel de La Touche (os primeiros europeus a contactarem com a região) partiram para a conquista francesa do território amazônico.

## Processo de fabricação

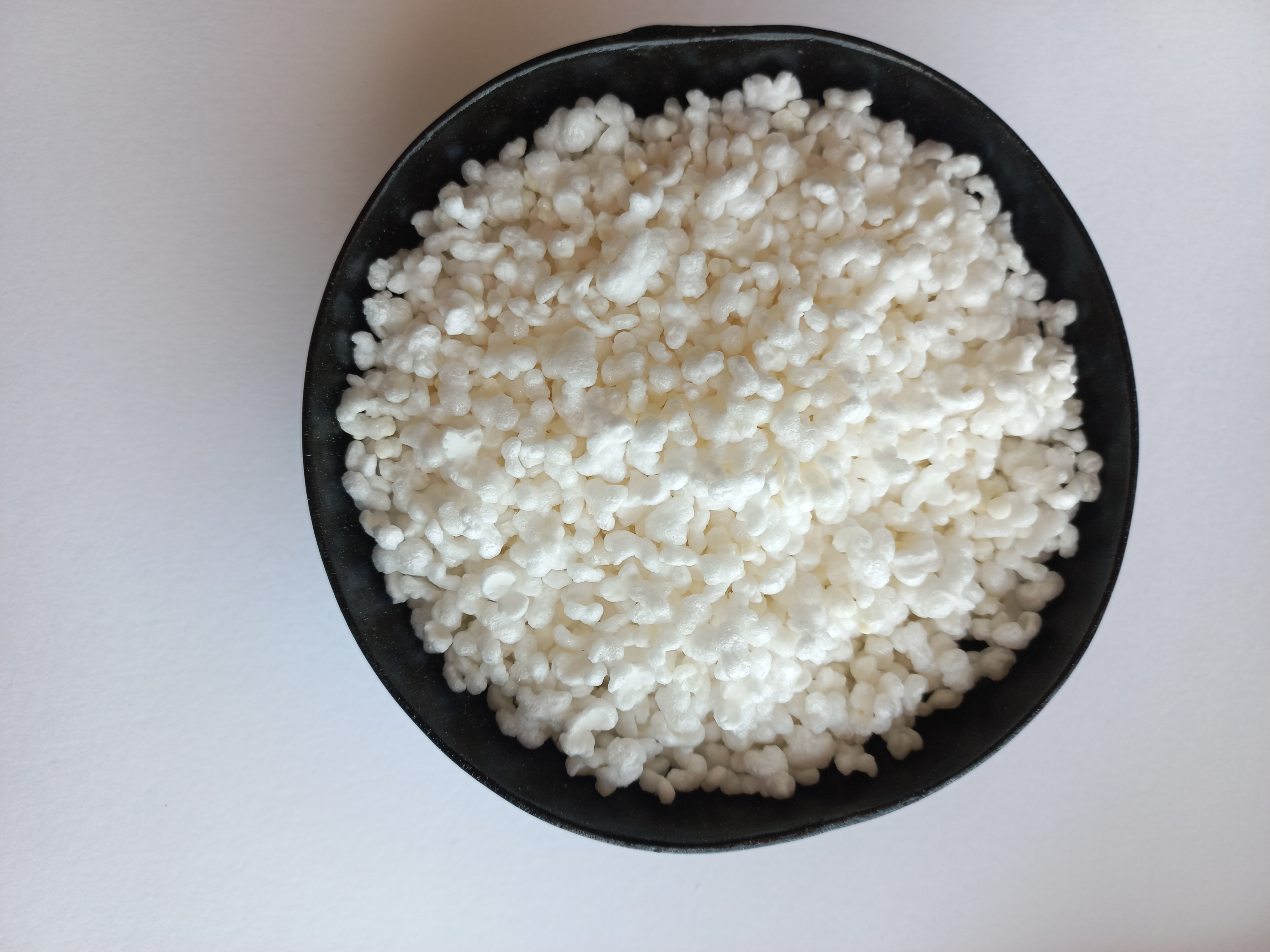
Farinha de Tapioca de Bragança

A fabricação é totalmente artesanal e envolve saberes tradicionais (sem processamento químico) desenvolvida por mestres farinheiros. Os principais passos são:
- colheita da mandioca;[8]
- a mandioca é colocada em um tanque de água e deixada de molho por cerca de 5 dias,[8] processo de fermentação, sendo assim chamada de farinha d’água;[1]
- quando a mandioca estiver amolecida, é retirada da água e descascada;[8]
- a mandioca sem casca é colocada novamente de molho em tanque de água por mais 24 horas;[1]
- é moída/triturada, coada e passada,[8] passando pela prensa do tipiti onde é separado o líquido (tucupi);[1]
- a mandioca é levada para uma casa de farinha ou para uma casa do forno, dependendo da região,[8]
- a massa da mandioca é levada ao forno pré-aquecido para torrar e ganhar forma, granulada.[1][8]

## Reconhecimento
A partir do ano de 2021, a farinha de Bragança recebeu um selo de reconhecimento e de proteção contra fraudes (propriedade industrial), protegendo inclusive o produtor do alimento e o consumidor. O selo é uma ferramenta de desenvolvimento socioeconômico da região, que estimula mais investimentos na produção e o aumento do produtor no mercado. Uma iniciativa de promoção do turismo gastronômico paraense de Álvaro do Espírito Santo, professor da Universidade Federal do Pará (UFPA), através do Fórum de Indicações Geográficas e Marcas Coletivas no Pará e da Cooperativa Mista dos agricultores Familiares e Extrativista dos Caetés (COOMAC).
Existem cerca de vinte produtos regionais com potencial de obter o selo de Indicação Geográfica. As instituições envolvidas nesse processo de reconhecimento incluem: Adepará; Emater; Embrapa; Coomac; Coomar; Coopaviseu; Coopagro; Faepa; Fetagri; Sebrae, Senar, Sedeme, Sindicato dos Trabalhadores Rurais de Agricultura Familiar, prefeituras, Secretaria estadual de Turismo, Universidade Federal Rural da Amazônia, Universidade Federal do Pará, Universidade Estadual do Pará.